# Apristurus spongiceps
 Apristurus spongiceps és un peix de la família dels esciliorrínids i de l'ordre dels carcariniformes present a les costes d'Indonèsia (Sulawesi) i dels Estats Units (Hawaii).
Els mascles poden arribar als 50 cm de longitud total. És ovípar.